# Vasikkosaari (ö i Södra Karelen)
Vasikkosaari är en ö i Finland. Den ligger i sjön Pukalus och i kommunen Villmanstrand i den ekonomiska regionen  Villmanstrands ekonomiska region  och landskapet Södra Karelen, i den södra delen av landet, 180 km öster om huvudstaden Helsingfors. Öns area är 3,6 hektar och dess största längd är 390 meter i sydöst-nordvästlig riktning.